# غاكو هيراساوا
غاكو هيراساوا (باليابانية: 平澤岳؛ بالكانا: ひらさわ がく) هو متزحلق جبال الألب ياباني، ولد في 1973.

## وصلات خارجية
- الموقع الرسمي
- غاكو هيراساوا على موقع الاتحاد الدولي للتزلج (التزلج على المنحدرات الثلجية) (الإنجليزية)
- غاكو هيراساوا على موقع أوليمبيديا (الإنجليزية)